# Città dell'Illinois (C-F)
Lista delle città dell'Illinois, Stati Uniti d'America, comprendente i comuni (city e village) e i census-designated place (CDP). 
I dati sono dell'USCB riferiti al censimento del 2000 e ad una stima del 01-07-2006 (tranne che per i CDP). L'elenco che segue presenta i comuni dalla lettera C alla F.
| #   | città               | contea      | status  | Cens. 2000 | Stima 01-07-06 |
| --- | ------------------- | ----------- | ------- | ---------- | -------------- |
| 166 | Cabery              | Ford        | village | 263        | 263            |
| 167 | Cahokia             | St. Clair   | village | 16391      | 15430          |
| 168 | Cairo               | Alexander   | city    | 3632       | 3220           |
| 169 | Caledonia           | Boone       | village | 199        | 225            |
| 170 | Calhoun             | Richland    | village | 222        | 217            |
| 171 | Calumet City        | Cook        | city    | 39071      | 37399          |
| 172 | Calumet Park        | Cook        | village | 8516       | 8031           |
| 173 | Camargo             | Douglas     | village | 469        | 512            |
| 174 | Cambria             | Williamson  | village | 1330       | 1328           |
| 175 | Cambridge           | Henry       | village | 2180       | 2109           |
| 176 | Camden              | Schuyler    | village | 97         | 94             |
| 177 | Camp Point          | Adams       | village | 1244       | 1193           |
| 178 | Campbell Hill       | Jackson     | village | 333        | 312            |
| 179 | Campus              | Livingston  | village | 145        | 144            |
| 180 | Canton              | Fulton      | city    | 15288      | 14797          |
| 181 | Cantrall            | Sangamon    | village | 139        | 134            |
| 182 | Capron              | Boone       | village | 961        | 1433           |
| 183 | Carbon Cliff        | Rock Island | village | 1689       | 1677           |
| 184 | Carbon Hill         | Grundy      | village | 392        | 407            |
| 185 | Carbondale          | Jackson     | city    | 20681      | 24881          |
| 186 | Carlinville         | Macoupin    | city    | 5685       | 5714           |
| 187 | Carlock             | McLean      | village | 456        | 450            |
| 188 | Carlyle             | Clinton     | city    | 3406       | 3405           |
| 189 | Carmi               | White       | city    | 5422       | 5343           |
| 190 | Carol Stream        | DuPage      | village | 40438      | 40067          |
| 191 | Carpentersville     | Kane        | village | 30586      | 37397          |
| 192 | Carrier Mills       | Saline      | village | 1886       | 1841           |
| 193 | Carrollton          | Greene      | city    | 2605       | 2470           |
| 194 | Carterville         | Williamson  | city    | 4616       | 5190           |
| 195 | Carthage            | Hancock     | city    | 2725       | 2537           |
| 196 | Cary                | McHenry     | village | 15531      | 19633          |
| 197 | Casey               | Clark       | city    | 2942       | 2949           |
| 198 | Caseyville          | St. Clair   | village | 4310       | 4257           |
| 199 | Catlin              | Vermilion   | village | 2087       | 2059           |
| 200 | Cave-In-Rock        | Hardin      | village | 346        | 323            |
| 201 | Cedar Point         | LaSalle     | village | 262        | 264            |
| 202 | Cedarville          | Stephenson  | village | 719        | 700            |
| 203 | Central City        | Marion      | village | 1371       | 1338           |
| 204 | Centralia           | Marion      | city    | 14136      | 13732          |
| 205 | Centreville         | St. Clair   | city    | 5951       | 5773           |
| 206 | Cerro Gordo         | Piatt       | village | 1436       | 1371           |
| 207 | Chadwick            | Carroll     | village | 505        | 481            |
| 208 | Champaign           | Champaign   | city    | 67518      | 73685          |
| 209 | Chandlerville       | Cass        | village | 704        | 700            |
| 210 | Channahon           | Will        | village | 7344       | 13410          |
| 211 | Channel Lake        | Lake        | CDP     | 1785       |                |
| 212 | Chapin              | Morgan      | village | 592        | 583            |
| 213 | Charleston          | Coles       | city    | 21039      | 20182          |
| 214 | Chatham             | Sangamon    | village | 8583       | 10039          |
| 215 | Chatsworth          | Livingston  | town    | 1265       | 1200           |
| 216 | Chebanse            | Iroquois    | village | 1148       | 1097           |
| 217 | Chenoa              | McLean      | city    | 1845       | 1814           |
| 218 | Cherry Valley       | Winnebago   | village | 2191       | 2248           |
| 219 | Cherry              | Bureau      | village | 509        | 497            |
| 220 | Chester             | Randolph    | city    | 5185       | 7840           |
| 221 | Chesterfield        | Macoupin    | village | 223        | 220            |
| 222 | Chicago             | Cook        | city    | 2896016    | 2833321        |
| 223 | Chicago Heights     | Cook        | city    | 32776      | 31055          |
| 224 | Chicago Ridge       | Cook        | village | 14127      | 13539          |
| 225 | Chillicothe         | Peoria      | city    | 5996       | 5812           |
| 226 | Chrisman            | Edgar       | city    | 1318       | 1260           |
| 227 | Christopher         | Franklin    | city    | 2836       | 2841           |
| 228 | Cicero              | Cook        | town    | 85616      | 81823          |
| 229 | Cisco               | Piatt       | village | 264        | 283            |
| 230 | Cisne               | Wayne       | village | 673        | 655            |
| 231 | Cissna Park         | Iroquois    | village | 811        | 770            |
| 232 | Claremont           | Richland    | village | 212        | 207            |
| 233 | Clarendon Hills     | DuPage      | village | 7610       | 8572           |
| 234 | Clay City           | Clay        | village | 1000       | 948            |
| 235 | Clayton             | Adams       | village | 904        | 840            |
| 236 | Clear Lake          | Sangamon    | village | 267        | 250            |
| 237 | Cleveland           | Henry       | village | 253        | 244            |
| 238 | Clifton             | Iroquois    | village | 1317       | 1272           |
| 239 | Clinton             | DeWitt      | city    | 7485       | 7331           |
| 240 | Coal City           | Grundy      | village | 4797       | 5341           |
| 241 | Coal Valley         | Rock Island | village | 3606       | 3975           |
| 242 | Coalton             | Montgomery  | village | 307        | 304            |
| 243 | Coatsburg           | Adams       | village | 226        | 224            |
| 244 | Cobden              | Union       | village | 1116       | 1109           |
| 245 | Coffeen             | Montgomery  | city    | 709        | 708            |
| 246 | Colchester          | McDonough   | city    | 1493       | 1394           |
| 247 | Coleta              | Whiteside   | village | 155        | 154            |
| 248 | Colfax              | McLean      | village | 989        | 995            |
| 249 | Collinsville        | Madison     | city    | 24707      | 25610          |
| 250 | Colona              | Henry       | city    | 5173       | 5276           |
| 251 | Colp                | Williamson  | village | 224        | 228            |
| 252 | Columbia            | Monroe      | city    | 7922       | 9109           |
| 253 | Columbus            | Adams       | village | 112        | 111            |
| 254 | Compton             | Lee         | village | 466        | 503            |
| 255 | Concord             | Morgan      | village | 213        | 202            |
| 256 | Congerville         | Woodford    | village | 633        | 691            |
| 257 | Cooksville          | McLean      | village | 213        | 202            |
| 258 | Cordova             | Rock Island | village | 633        | 691            |
| 259 | Cornell             | Livingston  | village | 511        | 500            |
| 260 | Cortland            | DeKalb      | town    | 2066       | 3488           |
| 261 | Coulterville        | Randolph    | village | 1230       | 1177           |
| 262 | Country Club Hills  | Cook        | city    | 16169      | 16740          |
| 263 | Countryside         | Cook        | city    | 5991       | 5836           |
| 264 | Cowden              | Shelby      | village | 612        | 588            |
| 265 | Coyne Center        | Rock Island | CDP     | 906        |                |
| 266 | Crainville          | Williamson  | village | 992        | 1224           |
| 267 | Creal Springs       | Williamson  | city    | 702        | 712            |
| 268 | Crescent City       | Iroquois    | village | 631        | 600            |
| 269 | Crest Hill          | Will        | city    | 13329      | 20516          |
| 270 | Creston             | Ogle        | village | 543        | 601            |
| 271 | Crestwood           | Cook        | village | 11251      | 11168          |
| 272 | Crete               | Will        | village | 7346       | 8982           |
| 273 | Creve Coeur         | Tazewell    | village | 5448       | 5233           |
| 274 | Crossville          | White       | village | 782        | 734            |
| 275 | Crystal Lake        | McHenry     | city    | 38000      | 41533          |
| 276 | Crystal Lawns       | Will        | CDP     | 2933       |                |
| 277 | Cuba                | Fulton      | city    | 1418       | 1365           |
| 278 | Cullom              | Livingston  | village | 563        | 531            |
| 279 | Curran              | Sangamon    | village |            | 240            |
| 280 | Cutler              | Perry       | village | 543        | 539            |
| 281 | Cypress             | Johnson     | village | 271        | 291            |
| 282 | Dahlgren            | Hamilton    | village | 514        | 500            |
| 283 | Dakota              | Stephenson  | village | 499        | 482            |
| 284 | Dallas City         | Hancock     | city    | 1055       | 1003           |
| 285 | Dalton City         | Moultrie    | village | 581        | 552            |
| 286 | Dalzell             | Bureau      | village | 717        | 729            |
| 287 | Damiansville        | Clinton     | village | 368        | 380            |
| 288 | Dana                | LaSalle     | village | 171        | 173            |
| 289 | Danforth            | Iroquois    | village | 587        | 568            |
| 290 | Danvers             | McLean      | village | 1183       | 1137           |
| 291 | Danville            | Vermilion   | city    | 33904      | 32760          |
| 292 | Darien              | DuPage      | city    | 22860      | 22600          |
| 293 | Davis Junction      | Ogle        | village | 491        | 1408           |
| 294 | Davis               | Stephenson  | village | 662        | 638            |
| 295 | Dawson              | Sangamon    | village | 466        | 463            |
| 296 | De Land             | Piatt       | village | 475        | 468            |
| 297 | De Pue              | Bureau      | village | 1842       | 1781           |
| 298 | De Soto             | Jackson     | village | 1653       | 1578           |
| 299 | DeWitt              | DeWitt      | village | 188        | 185            |
| 300 | Decatur             | Macon       | city    | 81860      | 77047          |
| 301 | Deer Creek          | Tazewell    | village | 605        | 715            |
| 302 | Deer Grove          | Whiteside   | village | 48         | 48             |
| 303 | Deer Park           | Lake        | village | 3102       | 3239           |
| 304 | Deerfield           | Lake        | village | 18420      | 19664          |
| 305 | DeKalb              | DeKalb      | city    | 39018      | 42559          |
| 306 | Delavan             | Tazewell    | city    | 1825       | 1766           |
| 307 | Des Plaines         | Cook        | city    | 58720      | 57033          |
| 308 | Detroit             | Pike        | village | 93         | 88             |
| 309 | Diamond             | Grundy      | village | 1393       | 2235           |
| 310 | Dieterich           | Effingham   | village | 591        | 591            |
| 311 | Divernon            | Sangamon    | village | 1201       | 1138           |
| 312 | Dix                 | Jefferson   | village | 494        | 505            |
| 313 | Dixmoor             | Cook        | village | 3934       | 3804           |
| 314 | Dixon               | Lee         | city    | 15941      | 15347          |
| 315 | Dolton              | Cook        | village | 25614      | 24241          |
| 316 | Dongola             | Union       | village | 806        | 802            |
| 317 | Donnellson          | Montgomery  | village | 243        | 263            |
| 318 | Donovan             | Iroquois    | village | 351        | 331            |
| 319 | Dorchester          | Macoupin    | village | 142        | 170            |
| 320 | Dover               | Bureau      | village | 172        | 168            |
| 321 | Dowell              | Jackson     | village | 441        | 428            |
| 322 | Downers Grove       | DuPage      | village | 48724      | 49136          |
| 323 | Downs               | McLean      | village | 776        | 749            |
| 324 | Du Bois             | Washington  | village | 222        | 211            |
| 325 | Du Quoin            | Perry       | city    | 6448       | 6427           |
| 326 | Dunfermline         | Fulton      | village | 262        | 304            |
| 327 | Dunlap              | Peoria      | village | 926        | 937            |
| 328 | Dupo                | St. Clair   | village | 3933       | 4030           |
| 329 | Durand              | Winnebago   | village | 1081       | 1083           |
| 330 | Dwight              | Livingston  | village | 4363       | 4335           |
| 331 | Eagarville          | Macoupin    | village | 128        | 126            |
| 332 | Earlville           | LaSalle     | city    | 1778       | 1851           |
| 333 | East Alton          | Madison     | village | 6830       | 6571           |
| 334 | East Brooklyn       | Grundy      | village | 123        | 123            |
| 335 | East Cape Girardeau | Alexander   | village | 437        | 385            |
| 336 | East Carondelet     | St. Clair   | village | 267        | 576            |
| 337 | East Dubuque        | Jo Daviess  | city    | 1995       | 1982           |
| 338 | East Dundee         | Kane        | village | 2955       | 3132           |
| 339 | East Galesburg      | Knox        | village | 839        | 793            |
| 340 | East Gillespie      | Macoupin    | village | 234        | 228            |
| 341 | East Hazel Crest    | Cook        | village | 1607       | 1557           |
| 342 | East Moline         | Rock Island | city    | 20333      | 21134          |
| 343 | East Peoria         | Tazewell    | city    | 22638      | 22549          |
| 344 | East St. Louis      | St. Clair   | city    | 31542      | 29448          |
| 345 | Easton              | Mason       | village | 373        | 364            |
| 346 | Eddyville           | Pope        | village | 153        | 143            |
| 347 | Edgewood            | Effingham   | village | 527        | 528            |
| 348 | Edinburg            | Christian   | village | 1135       | 1133           |
| 349 | Edwardsville        | Madison     | city    | 21491      | 24270          |
| 350 | Effingham           | Effingham   | city    | 12384      | 12447          |
| 351 | El Dara             | Pike        | village | 89         | 84             |
| 352 | El Paso             | Woodford    | city    | 2695       | 2785           |
| 353 | Elburn              | Kane        | village | 2756       | 4696           |
| 354 | Eldorado            | Saline      | city    | 4534       | 4413           |
| 355 | Eldred              | Greene      | village | 211        | 205            |
| 356 | Elgin               | Kane        | city    | 94487      | 101903         |
| 357 | Elizabeth           | Jo Daviess  | village | 682        | 668            |
| 358 | Elizabethtown       | Hardin      | village | 348        | 325            |
| 359 | Elk Grove Village   | Cook        | village | 34727      | 33666          |
| 360 | Elkhart             | Logan       | village | 443        | 426            |
| 361 | Elkville            | Jackson     | village | 1001       | 932            |
| 362 | Elliott             | Ford        | village | 341        | 342            |
| 363 | Ellis Grove         | Randolph    | village | 381        | 368            |
| 364 | Ellisville          | Fulton      | village | 87         | 84             |
| 365 | Ellsworth           | McLean      | village | 271        | 258            |
| 366 | Elmhurst            | DuPage      | city    | 42762      | 45203          |
| 367 | Elmwood             | Peoria      | city    | 1945       | 1882           |
| 368 | Elmwood Park        | Cook        | village | 25405      | 24295          |
| 369 | Elsah               | Jersey      | village | 635        | 641            |
| 370 | Elvaston            | Hancock     | village | 152        | 144            |
| 371 | Elwood              | Will        | village | 1620       | 2300           |
| 372 | Emden               | Logan       | village | 515        | 486            |
| 373 | Emington            | Livingston  | village | 120        | 113            |
| 374 | Energy              | Williamson  | village | 1175       | 1190           |
| 375 | Enfield             | White       | village | 625        | 617            |
| 376 | Equality            | Gallatin    | village | 721        | 688            |
| 377 | Erie                | Whiteside   | village | 1589       | 1569           |
| 378 | Essex               | Kankakee    | village | 554        | 705            |
| 379 | Eureka              | Woodford    | city    | 4871       | 5161           |
| 380 | Evanston            | Cook        | city    | 74239      | 75543          |
| 381 | Evansville          | Randolph    | village | 724        | 694            |
| 382 | Evergreen Park      | Cook        | village | 20821      | 19669          |
| 383 | Ewing               | Franklin    | village | 310        | 323            |
| 384 | Exeter              | Scott       | village | 70         | 68             |
| 385 | Fairbury            | Livingston  | city    | 3968       | 3851           |
| 386 | Fairfield           | Wayne       | city    | 5421       | 5170           |
| 387 | Fairmont            | Will        | CDP     | 2563       |                |
| 388 | Fairmont City       | St. Clair   | village | 2436       | 2296           |
| 389 | Fairmount           | Vermilion   | village | 640        | 638            |
| 390 | Fairview Heights    | St. Clair   | city    | 15034      | 16587          |
| 391 | Fairview            | Fulton      | village | 493        | 476            |
| 392 | Farina              | Fayette     | village | 558        | 562            |
| 393 | Farmer City         | DeWitt      | city    | 2055       | 2015           |
| 394 | Farmersville        | Montgomery  | village | 768        | 765            |
| 395 | Farmington          | Fulton      | city    | 2601       | 2483           |
| 396 | Fayetteville        | St. Clair   | village | 384        | 380            |
| 397 | Ferris              | Hancock     | village | 168        | 159            |
| 398 | Fidelity            | Jersey      | village | 105        | 105            |
| 399 | Fieldon             | Jersey      | village | 271        | 272            |
| 400 | Fillmore            | Montgomery  | village | 362        | 360            |
| 401 | Findlay             | Shelby      | village | 723        | 679            |
| 402 | Fisher              | Champaign   | village | 1647       | 1699           |
| 403 | Fithian             | Vermilion   | village | 506        | 551            |
| 404 | Flanagan            | Livingston  | village | 1083       | 1042           |
| 405 | Flat Rock           | Crawford    | village | 415        | 406            |
| 406 | Flora               | Clay        | city    | 5086       | 4805           |
| 407 | Florence            | Pike        | village | 71         | 67             |
| 408 | Flossmoor           | Cook        | village | 9301       | 9397           |
| 409 | Foosland            | Champaign   | village | 90         | 86             |
| 410 | Ford Heights        | Cook        | village | 3456       | 3257           |
| 411 | Forest City         | Mason       | village | 287        | 275            |
| 412 | Forest Lake         | Lake        | CDP     | 1530       |                |
| 413 | Forest Park         | Cook        | village | 15688      | 15329          |
| 414 | Forest View         | Cook        | village | 778        | 731            |
| 415 | Forrest             | Livingston  | village | 1225       | 1179           |
| 416 | Forreston           | Ogle        | village | 1469       | 1518           |
| 417 | Forsyth             | Macon       | village | 2434       | 2871           |
| 418 | Fox Lake Hills      | Lake        | CDP     | 2561       |                |
| 419 | Fox Lake            | Lake        | village | 9178       | 11015          |
| 420 | Fox River Grove     | McHenry     | village | 4862       | 5114           |
| 421 | Frankfort Square    | Will        | CDP     | 7766       |                |
| 422 | Frankfort           | Will        | village | 10391      | 16928          |
| 423 | Franklin Grove      | Lee         | village | 1052       | 1016           |
| 424 | Franklin Park       | Cook        | village | 19434      | 18273          |
| 425 | Franklin            | Morgan      | village | 586        | 579            |
| 426 | Freeburg            | St. Clair   | village | 3872       | 4164           |
| 427 | Freeman Spur        | Williamson  | village | 273        | 280            |
| 428 | Freeport            | Stephenson  | city    | 26443      | 25254          |
| 429 | Fulton              | Whiteside   | city    | 3881       | 3858           |
| 430 | Fults               | Monroe      | village | 28         | 29             |